# Morwick
Morwick är en ort i civil parish Warkworth, i grevskapet Northumberland i England. Orten är belägen 10 km från Alnwick. Morwick var en civil parish 1866–1955 när det uppgick i Warkworth. Civil parish hade 54 invånare år 1951.